# 小行星3584
小行星3584（3584 Aisha）是一颗绕太阳运转的小行星，为主小行星带小行星。该小行星于1981年10月5日发现。

## 轨道参数
小行星3584的轨道半长轴为3.0921044 UA，离心率为0.097。